# Leptacis myrmaroides
Leptacis myrmaroides (лат.) — вид платигастроидных наездников из семейства Platygastridae. Юго-Восточная Азия: Индонезия (остров Хальмахера). Название связано с тем фактом, что этот вид внешне похож на вид семейства Mymaridae из-за длинных краевых ресничек переднего крыла.

## Описание
Мелкие перепончатокрылые насекомые (длина 0,8 мм). Отличаются следующими признаками: затылочный киль отсутствует; нотаули отсутствуют; длина переднего крыла в 2,9 раза больше ширины, с краевыми ресничками в 0,6 раза больше ширины крыла; метасома почти равна длине головы и мезосомы вместе взятых. Основная окраска коричневато-чёрная и жёлтая: тело чёрное, антенномеры А1-А2 и ноги светло-коричневые; тегула и жгутик усика более или менее темно-коричневые. Усики 10-члениковые. Внешне похож на L. brachycerus. Вид был впервые описан в 2008 году датским энтомологом Петером Булем (Peter Neerup Buhl, Дания).